# TVP 4K

Alternatywna wersja logotypu.

TVP 4K – polskojęzyczna stacja telewizyjna, której nadawcą jest Telewizja Polska. Kanał został uruchomiony 14 czerwca 2018 o godzinie 16:30 w związku z Mistrzostwami Świata w Piłce Nożnej 2018, a zakończył nadawanie 3 września 2018 roku. Telewizja Polska tym samym stała się pierwszą z trzech dużych stacji (TVN i Polsat), która uruchomiła kanał w jakości 4K.
Stacja pokazała 52 z 64 meczów tego turnieju.
Od 19 lipca 2018 roku stacja dostępna była wyłącznie w Orange TV (w technologii światłowodowej) i powtarzała trzy mecze dziennie z Mistrzostw Świata 2018.
Od 23 lipca do 3 września 2018 roku kanał TVP 4K był dostępny na satelicie w platformie nc+.
9 czerwca 2021 stacja wznowiła nadawanie w trybie testowym w telewizji naziemnej DVB-T2. Od 11 czerwca 2021 roku była dostępna także dla abonentów Platformy Canal+, Orange TV (wszystkich posiadaczy dekoderów 4K), Vectra,  UPC, Toya, Inea i Asta-Net. Nadawał do 11 sierpnia i pokazywał wyłącznie spotkania UEFA EURO 2020.
11 sierpnia 2021 roku kanał zakończył nadawanie.
Latem 2022 roku TVP zapowiedziało, że na czas trwania Mistrzostw Świata w piłce nożnej Katar 2022 uruchomi ponownie kanał TVP 4K. Stacja była dostępna za darmo w ramach testowego multipleksu DVB-T2/HEVC (MUX 6) oraz płatnie u wybranych operatorów płatnej telewizji. 
Stacja rozpoczęła nadawanie w niedzielę 20 listopada 2022 roku o godzinie 15:00.
31 grudnia 2022 roku kanał zakończył nadawanie. Kanał miał ponownie powrócić w 2024 roku podczas UEFA EURO 2024, jednak wycofano się z tej decyzji głównie z powodu braku produkcji transmisji meczów w 4K.